# 黑胸麻鸭
黑胸麻鸭（学名：Tadorna variegata），是雁形目鸭科的一种鸟类。

## 特征
黑胸麻鸭体重约1540.95克，翼长约351.2毫米，嘴峰长约48.6毫米，喙宽度约19.1毫米，喙厚度约14.6毫米，跗蹠长约60.8毫米，尾长约131毫米。黑胸麻鸭是部分迁徙的鸟类，其栖息在开放的草原环境中，食性为草食性。

## 分布
北岛、南岛和斯图尔特岛（新西兰）。